# Stromness Museum
Stromness Museum er et lille uafhængigt museum i Stromness på Orkneyøerne, Skotland, der fokuserer på byens forbindelse til søfart og naturhistorie. Museet er indrettet i en bygning, der oprindeligt blev opført som rådhus i Stromness, og det er i dag en listed building.